# Betlanovce
Betlanovce é um município da Eslováquia, situado no distrito de Spišská Nová Ves, na região de Košice. Tem 10,12 km² de área e sua população em 2018 foi estimada em 736 habitantes.

## Demografia
| Ano:        | 1994 | 2004    | 2014   | 2024    |
| ----------- | ---- | ------- | ------ | ------- |
| Broj ljudi: | 503  | 636     | 694    | 776     |
| Razlika:    |      | +26,44% | +9,11% | +11,81% |

| Ano:               | 2023 | 2024 |
| ------------------ | ---- | ---- |
| Número de pessoas: | 776  | 776  |
| Diferença:         |      | +0%  |